# 神南りな
神南 りな（かんなみ りな、2000年〈平成12年〉11月6日 - ）は、日本の女性アイドル、女優である。女性アイドルグループ・#ババババンビのメンバー、OBPの元メンバー。旧芸名は、神南 里奈（読み同じ）。宮城県塩竈市出身。プラスアベニュー、ゼロイチファミリア所属。第二のたましろオーディショングランプリ。

## 人物・来歴
3人兄妹の末っ子で姉と兄がいる。実家では「うめ」「小次郎」「しろちゃん」という3匹の猫を飼っている。
趣味はイラストとサウナ、特技はバルーンアートとDJ。
人見知りな性格である。またラーメンが好きで自宅にはカップラーメンのストックが大量にある。
「しおがま未来大使」になることを目標としている。 自分の好きなところはヘラヘラしてるところと、顔面。将来はイギリスへの移住を考えているが現地で働くつもりはない。自身のラジオ番組とTikTokライブでは饒舌。
2024年3月14日、#ババババンビの日本武道館ワンマンライブ「馬鹿騒ぎ天下統一'24」にてグループへの加入を発表。同年4月14日開催の「#HASHTAG JAPAN TOUR 2024 東名阪」東京公演がお披露目ライブとなった。

## 出演

### テレビドラマ
- そして、ユリコは一人になった（2020年3月6日 ‐ 4月24日、関西テレビ）- 斎藤日向 役[8]
- ガールガンレディ（2021年4月6日 ‐ 5月25日、毎日放送）- 生島二葉 役[9]

### 映画
- 惡の華（2019年9月27日、ファントム・フィルム）[7]
- 胸が鳴るのは君のせい（2021年6月4日、東映）[10]

### 配信ドラマ
- 死幽学旅行 第30話（2021年7月12日 - 、smash.）[2][11]

### ラジオ
- 神南りなのカンナミワラウトミナゲンキ!（2022年4月3日 - 、TBCラジオ）[12]

### CM
- ベリーベスト法律事務所 B型肝炎訴訟（2023年10月）